# Guido Pizarro
Guido Hernán Pizarro Demestri (Buenos Aires, 26 de fevereiro de 1990) é um treinador e ex-futebolista profissional argentino que atuava como volante. Atualmente comanda o Tigres UANL. 

## Carreira
Pizarro estreou como profissional em 2009 pelo Lanús. Em 2017, ele se transferiu para o Sevilla.

## Títulos
Tigres
- Campeones Cup: 2023
- Liga MX: Apertura 2015, Apertura 2016
- Copa México: Clausura 2014
- Supercopa Mexicana: 2016